# Rien de plus grand
Rien de plus grand (Störst av allt), publié en 2016, est un roman de l'écrivaine suédoise Malin Persson Giolito, qui a reçu divers prix de roman policier.

## Résumé
L'action se déroule principalement à Stockholm, dans une banlieue riche (Djursholm), dans les années 2010 (Google, Twitter, tchat, FB, Snapchat, Spotify, téléphones portables à caméra).
Après son stage d'été à la réception d'un bon hôtel, Maria entre en classe terminale du lycée général, avec les proches, Amanda, Samir et les autres, et surtout avec le nouveau, redoublant, Sebastian : tout le monde a droit à une seconde chance (p. 206). Sebastian a "retrouvé" Maria (connue à cinq ans), et lui a offert une fin d'été de rêve, deux à trois semaines sur le yacht paternel en Méditerranée.
Parmi les points marquants de l'année : une fête en septembre dans la maison Fagerman un vendredi soir de septembre, un week-end tendu à la maison de campagne des parents de Labbe, la chasse au(x) cerf(s) organisée par "papi" (p. 131), la soirée à la boîte de nuit Montage la conférence de l'économiste américaine au lycée pour la Sainte-Lucie ( 13 décembre), différentes autres fêtes, dont la dernière (juste avant la tuerie) interrompue par Claes Fagerman (avec ses hommes de sécurité restés jusque-là en dehors de la maison) chassant tous les fêtards.
Le texte raconte un crime collectif, presque sans intervention policière : ce n'est pas un roman policier, mais plutôt un roman psychologique et un roman de procès. Le récit est raconté essentiellement du point de vue de Maria : ce qu'elle entend, comprend, retient de l'instruction, du procès, des plaidoiries, des témoignages, ses souvenirs de ces quelques mois avec Sebastian, Amanda, Samir et les autres. 
Après un bref séjour à l'hôpital, d'où elle pensait pouvoir rentrer chez [elle] au bout de quelques heures, Maria est placée sept mois à l'isolement en centre de détention pour mineurs, puis deux mois en centre de rétention pour femmes. L'isolement s'accompagne de restrictions et au départ d'une surveillance renforcée contre le suicide : j'échappe à notre baraque merdique, aux parents, aux choix (habits, occupations), à internet...  De cette période restent la perte de repères temporels, les interrogatoires, les pleurs, la figure de Doris, vieille, grosse, seule autorisée à accompagner la promenade de Maria : contact-social-de-compagnie idéal, mon alibi face à Amnesty (p. 272).
Au procès, c'est l'avocat contre la procureure : Selon la procureure, Maja Norberg s'est rendue coupable de meurtres, de complicité de meurtre et de tentative de meurtre. [...] Maja Norberg nie toute responsabilité (p. 289). Les charges sont lourdes, mais est-elle responsable des actes de Sebastian ? Est-elle innocente ou coupable ? Aux jurés d'en décider.
Pour l'avocat de Maria, cela ne colle pas à l'image [...] de deux monstres aux ressources illimitées (p. 105). 
Son imagination débordante d'enfant est devenue même pour son père des idées loufoques d'adolescente.
Ses lectures sont la Bible, Dickens, Narnia, Harry Potter.
Maria se voit comme relativement banale : J'avais toujours joué le même personnage : élève assidue, pas la plus populaire, mais pas loin, pas harcelée, pas harceleuse, dans le groupe des cool, mais pa sen couple avec le plus cool (p. 203).
Avec Sebastian, l'amour est fusionnel quelques semaines : j'étais folle des mains de Sebastian (p. 213).
Elle se sent très vite une simple figurante, un petit rôle sans répliques comme pour chacun dans le monde de Sebastian.
Sebastian s'ennuie beaucoup, cherche un truc à faire, quelque chose de plus grand, se drogue beaucoup, croit pouvoir être "sauvé" par Maria, quelque temps. Dès la première rupture annoncée, il fait une tentative de suicide, et elle est la seule (à part la secrétaire du père (au ski à Zermatt)) à lui rendre visite (en hélicoptère réquisitionné par Claes). Selon Samir, ton copain est un enfoiré, défoncé ou lucide (p. 326). Délaissé par sa mère, son frère, son père, Sebastian est d'une formidable fragilité psychologique et mentale.
La Barbie noire de la conférence de la Sainte-Lucie a surpris les lycéens et leurs parents, à répondre à Samir, à pointer les problèmes en Suède (comme ailleurs) : avantages du capitalisme, contrat social, protection sociale, immigration, conventions fiscales internationales, faible taxation en Suède : il vaut infiniment mieux rejeter la faute des déficits budgétaires sur les migrants (p. 263).
La fusillade : c'est un cauchemar parce que tout est parti en lambeaux et qu'il n'y a rien à faire pour l'empêcher (p. 288). Est-il pensable que Maria ait tiré sur Amanda par erreur et maladresse, et sur Sebastian par légitime défense ?

## Personnages
- Les cibles :
  - Christer Svensson, professeur principal, engagé et ordinaire, café au lait très sucré et chique de tabac, premier visé
  - Dennis Oryema, 17 ans, d'origine ougandaise, obèse, dealer, expulsable dès la fin, de l'année scolaire, second visé
  - Samir, Samir le Studieux, élève sérieux, Samir le Studieux, l'intellectuel, l'hyper-politisé, beau, sourire effronté, peau couleur caramel, yeux marron, cils longs, et qui a reçu trois balles et a été opéré plusieurs fois
  - Amanda, l'amie la plus proche de Maria, angoissée, gâtée, menteuse, égocentrique, superficielle, débile, détachée de la réalité, égoïste, et je l'aimais (p. 416), la presque sœur de Maria
  - Sebastian Fagerman, bourreau et victime, le mal-aimé, dernier abattu
  - Claes Fagerman, père de Sebastian, abattu avant la tuerie au lycée
- Les tireurs :
  - Sebastian Fagerman, bourreau et victime, la brebis galeuse de la famille (p. 381)
  - Maria Norberg (Maja), la meurtrière, le monstre (p. 55), 17 ans au moment des faits, 18 ans au moment du procès : Laissez-moi tranquille !
- L'ordre :
  - La Permanente, inspectrice de police, super pathétique, et ses assistants
  - Lena Pärsson, procureure en chef
  - Suzie, 26-27 ans, surveillante de la maison d'arrêt, mon auxiliaire de vie scolaire de maternelle, puis l'aumônier
  - le président du tribunal, et divers juges
  - Peder Sander, du cabinet Lander & Laestadius, avocat de Maria, assisté de Ferdinand Evin (au pointeur laser) et de La Crêpe (la quarantaine, aux dossiers)
- Le monde
  - le père de Maria, nouveau riche, courtier financier ou gestionnaire de fonds
  - la mère de Maria, vieille fortune, nerveuse en permanence, physiquement agitée, juriste pour une société cotée en Bourse, pas à plein temps, et pour un salaire inférieur de moitié à celui de son mari
  - Lina, la petite sœur de Maria, 5 ans au cours du procès
  - le papi (et la mamie) de Maria
  - Labbe, Lars Gabriel, ancien du lycée, proche de Sebastian, parti dans un lycée distant à Sigtuna (pour ne pas redoubler), petit ami d'Amanda, et ses parents Margareta et Georg
  - les parents de Samir, immigrés, père réputé avocat devenu chauffeur de taxi, et mère proche du domaine médical devenue aide-soignante (et les deux petits frères)
  - Claes Fagerman, père de Sebastian, une des plus importantes fortunes de Suède, le méchant milliardaire qui traitait son fils comme un esclave désobéissant (p. 302)
    - ses différentes anciennes épouses
    - son fils aîné, Lukas, frère de Sebastian, brillant étudiant à Harvard
    - ses relations alcoolisées (un Italien, un  ministre suédois, etc.)

  - les autres professeurs nommés : Jonas, Marie-Louise, Friggan, Maln La Songeuse...
  - les autres lycéens nommés : Alice, Jakob, Sofia, Mela...
  - les anciens brefs petits amis de Maria : Nils, Anton, Markus, Oliver
  - les journalistes (papier, radio, télévision)
  - Zlatan, Zlatan Ibrahimović, l'immigré rêvé

## Accueil
Le lectorat francophone aime beaucoup ce redoutable thriller sur un trio amoureux d’ados plus si jeunes , : Maja, Sebastian et Samir.
Nos sociétés sont désormais marquées par les inégalités sociales croissantes. Ces inégalités économiques représentent le conflit, voire le vrai conflit entre les hommes aujourd'hui : milieu privilégié, quartier huppé, banlieue chic, lycée de centre ville, et au moins deux enfants d'immigrés visibles...
L'écriture est efficace et intense, alternant entre procès et rétrospectives contée par une survivante, Maja, côté bourreaux.

## Récompenses et distinctions
- Prix du meilleur roman policier suédois 2016[5]
- Livre de l'année du Bonnier's Book Clubs', deuxième prix
- Prix Clé de verre 2017
- Prix du polar européen 2018
- Prix du meilleur roman policier scandinave de l'année (Petrona Award)[6]

## Adaptation
Le livre a été adapté à la radio, puis en série sur Netflix : Quicksand.